# Серкан Чайоулу
Серкан Чайоулу (на английски: Serkan Çayoğlu) е турски актьор.

## Биография
Серкан Чайоулу е роден на 31 май 1987 г. в Берлин. Родителите на актьора са имигранти от Турция. Има брат близнак на име Еркан, като разликата между двамата е само 6 минути. Серкан Чайоулу завършва образованието си в икономическия факултет на университета в Ерланген в Германия. През това време започва да работи като модел. След като се завръща в Турция, започва да изучава актьорско майсторство. Така през 2012 година дебютира в епизодична роля в серала „Север Юг“. Следват роли в сериалите „Маслиново клонче“, „Сезонът на черешите“, „Любовта на живота ми“, „Вълк“ и „Халка“.

## Филмография
| Година | Заглавие                 | Оригинално заглавие |
| ------ | ------------------------ | ------------------- |
| 2021 - | Имало едно време в Кипър | Bir Zamanlar Kibris |
| 2020   | Нов живот                | Yeni Hayat          |
| 2019   | Халка                    | Halka               |
| 2018   | Вълк                     | Börü                |
| 2016   | Любовта на живота ми     | Hayatımın Aşkı      |
| 2014   | Сезонът на черешите      | Kiraz Mevsimi       |
| 2014   | Маслиново клонче         | Zeytin Tepesi       |
| 2012   | Север юг                 | Kuzey Güney         |